# Stefano Della Santa
Stefano Della Santa (Lucca, 22 mei 1967) is een voormalig Italiaans wielrenner.

## Belangrijkste overwinningen
1987
- GP Ezio del Rosso

1993
- Trofeo Melinda
- Ronde van Campanië

1994
- Eindklassement Bicicleta Vasca
- 4e en 5e (deel B) etappe Ruta del Sol
- Eindklassement Ruta del Sol
- 3e etappe Catalaanse Week
- Eindklassement Catalaanse Week

1995
- Eindklassement Ruta del Sol

2000
- 3e etappe Tour de Beauce

## Resultaten in voornaamste wedstrijden
| Jaar | Ronde van Italië | Ronde van Frankrijk | Ronde van Spanje |
| ---- | ---------------- | ------------------- | ---------------- |
| 1990 | buiten tijd      |                     |                  |
| 1991 | 22e              |                     |                  |
| 1992 | buiten tijd      |                     |                  |
| 1993 | 21e              |                     |                  |
| 1994 | opgave           |                     |                  |
| 1995 |                  |                     | 10e              |
| 1996 |                  |                     |                  |
| 1997 |                  |                     |                  |

| Jaar | Milaan-San Remo | Amstel Gold Race | Luik-Bast.‑Luik | Ronde van Lombardije | Waalse Pijl |
| ---- | --------------- | ---------------- | --------------- | -------------------- | ----------- |
| 1990 |                 |                  |                 | 23e                  |             |
| 1991 | 111e            |                  |                 | 44e                  |             |
| 1992 |                 |                  |                 |                      |             |
| 1993 | 27e             |                  |                 |                      |             |
| 1994 | 26e             |                  | 5e              | 47e                  | 5e          |
| 1995 |                 |                  |                 | 13e                  |             |
| 1996 |                 |                  |                 |                      | 11e         |
| 1997 | 21e             | 28e              | 12e             |                      | 52e         |